# Romuald Zientarski
Romuald Zientarski (Plosk, 1831 - Varsòvia, 1874) fou un compositor polonès. Fou professor de cant pla en l'Acadèmia Catòlica Romana, de Varsòvia, i professor de l'Institut de Música d'aquesta ciutat des de 1865 fins a la seva mort. Compositor prolífic, el catàleg de les seves obres puja a 634, entre les que es poden citar com a més importants tres simfonies i quatre oratoris. Va escriure molta música per a orgue, orquestra i cant. El seu fill Wiktor Zientarski també fou un compositor distingit, publicant nombroses peces per a piano. L'obra que li donà major fama fou la titulada Muzyka Kościelna, chóralna i figuralna.